# San Cristóbal (paroisse civile)
Pour les articles homonymes, voir San Cristóbal.
San Cristóbal est l'une des six paroisses civiles de la municipalité de Simón Bolívar dans l'État d'Anzoátegui au Venezuela. Sa capitale est Barcelona, chef-lieu de la municipalité et capitale de l'État dont elle abrite une partie des quartiers centraux, sud et ouest.

## Géographie

### Démographie
Hormis sa capitale Naricual, la paroisse civile possède plusieurs localités ou quartiers centraux, sud et ouest de Barcelona, capitale de l'Etat, dont :
- Barbacoas
- Quartiers ou barrios centraux, sud et ouest de Barcelona :
  - Barrio Brisas del Mar
  - Barrio Camino Nuevo
  - Barrio Colombia
  - Barrio Correa
  - Centro
  - Cruz Verde
  - El Vĩnedo
  - La Ponderosa
  - Sector Los Mesones
- Caicara de Barcelona
- Campo Allegre
- Cerro de Piedra
- Paraguatey
- Potoco
- San Bernardino